# ایگور سیکورسکی
ایگور ایوانوویچ سیکورسکی (به انگلیسی: Igor Ivanovich Sikorsky)‏ (۲۵ مه ۱۸۸۹ در کی‌یف، امپراتوری روسیه - ۲۶ اکتبر ۱۹۷۲ در ایستون، آمریکا) از پیشگامان صنعت هوانوردی و طراح بال‌گرد و هواپیما بود.
سیکورسکی در خانواده‌ای از قومیت اوکراینی و روسی و مذهب ارتدوکس در شهر کی‌یف واقع در امپراتوری روسیه به دنیا آمده و در سال ۱۹۱۹ به آمریکا مهاجرت کرده و بقیه عمر خود را در این کشور گذراند. او نخستین هواگرد بال‌ثابت چند موتوره را در سال ۱۹۱۳ و نخستین هواپیمای مسافربری را در سال ۱۹۱۴ طراحی کرده و به پرواز درآورد. سیکورسکی در سال ۱۹۲۳ شرکت هوانوردی سیکورسکی را تأسیس کرد که همواره یکی از بزرگترین و بهترین شرکت‌های تولیدکننده بال‌گرد بوده‌است. سیکورسکی در سال ۱۹۳۹ نخستین هلیکوپتر قابل استفاده را با نام ووت-سیکورسکی وی‌اس-۳۰۰ طراحی کرده و با اصلاح طرح خود بال‌گرد سیکورسکی ار-۴ را ساخت که در سال ۱۹۴۲ اولین هلیکوپتری شد که به تولید انبوه می‌رسید.